# Klooster van Sant Jeroni de Cotalba
Het Hiëronymietenklooster van Sant Jeroni de Cotalba (Spaans: Monasterio de San Jerónimo de Cotalba) bevindt zich in Alfauir, ten zuidwesten van Gandia, in de provincie Valencia, Spanje. Het was in de middeleeuwen een van de belangrijkste kloosters in Valencia, behorend tot de orde van de hiëronymieten.

## Galerij

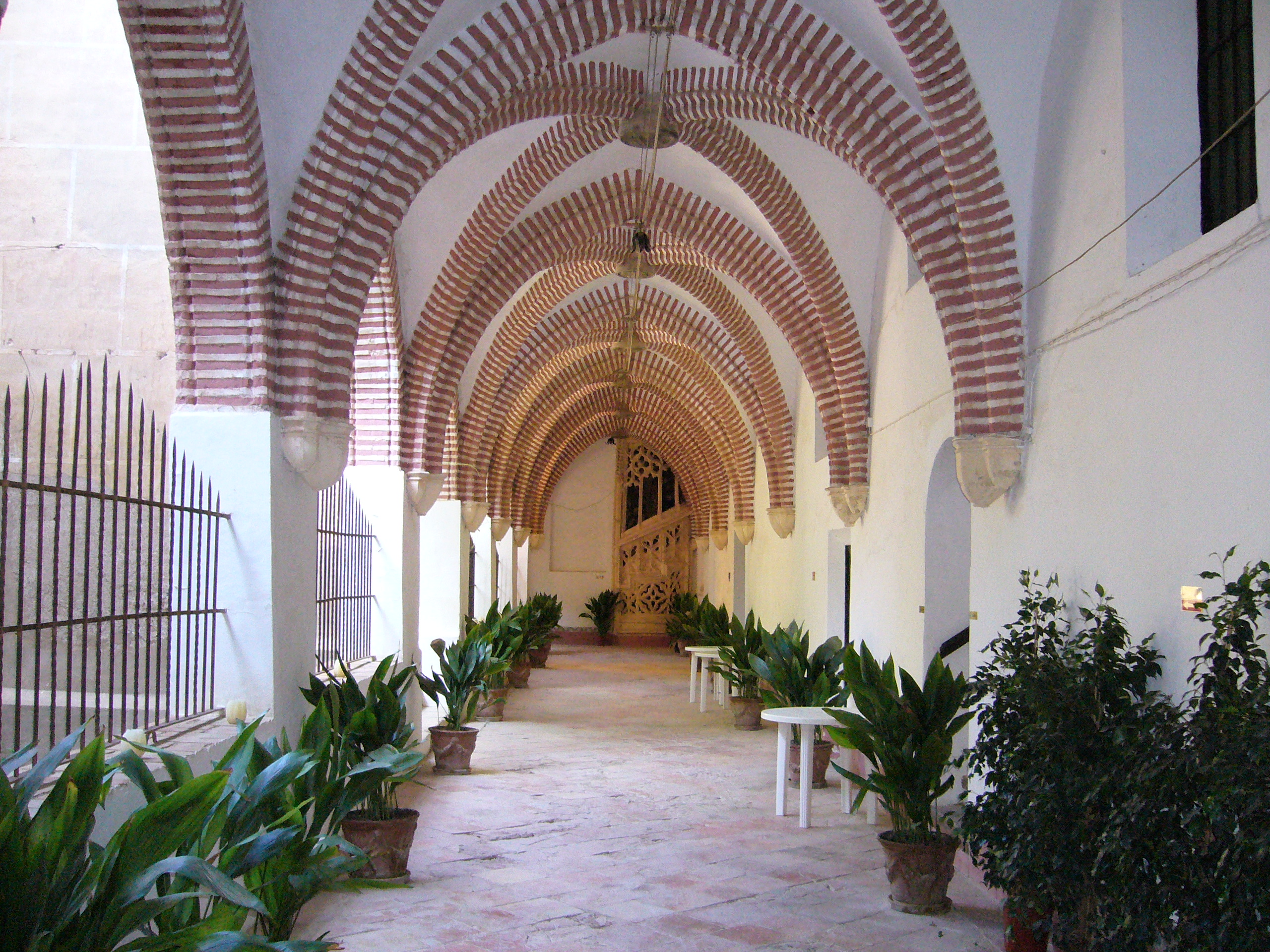
Mudejarstijl klooster.
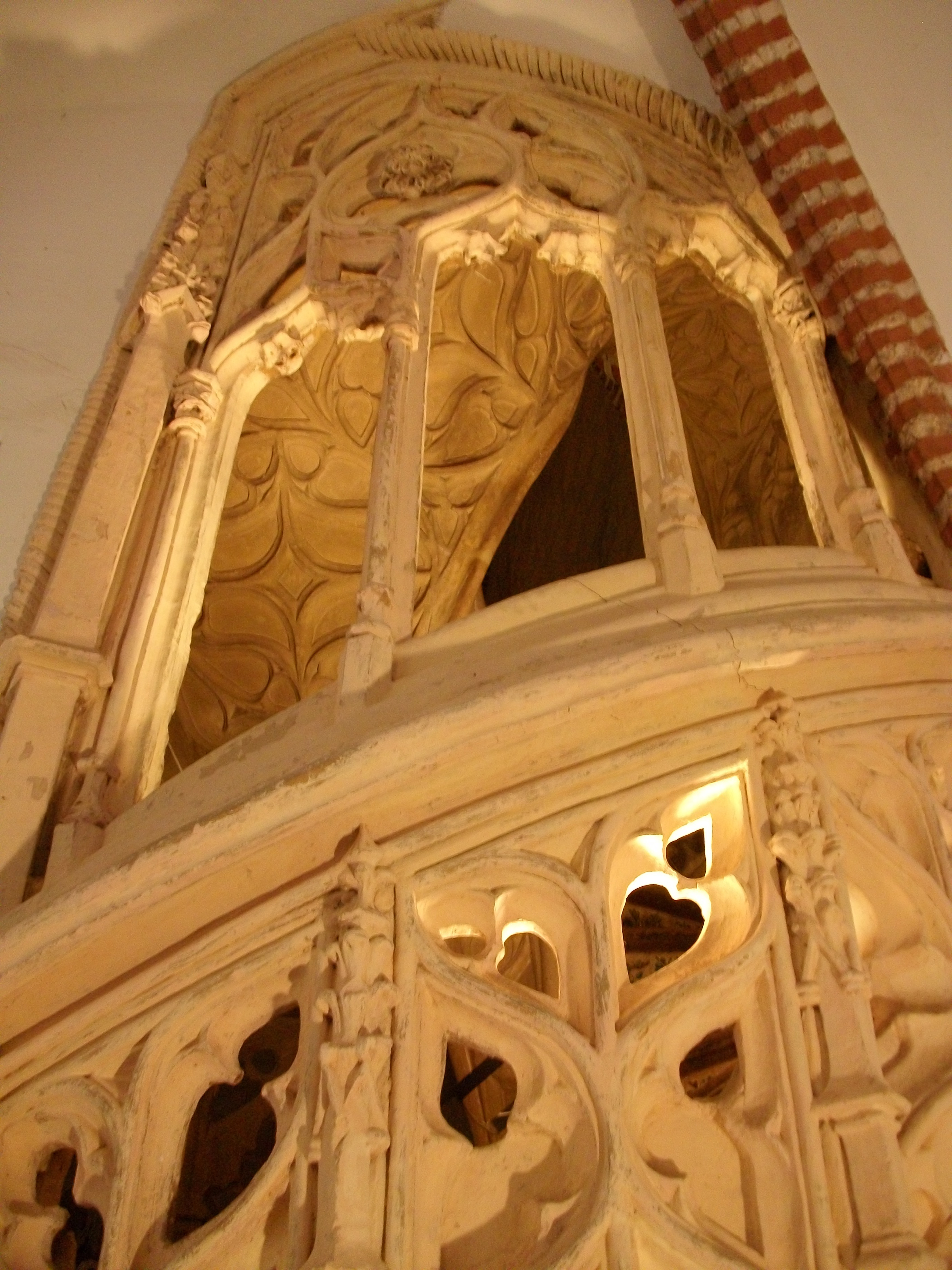
Flamboyante gotische trap.
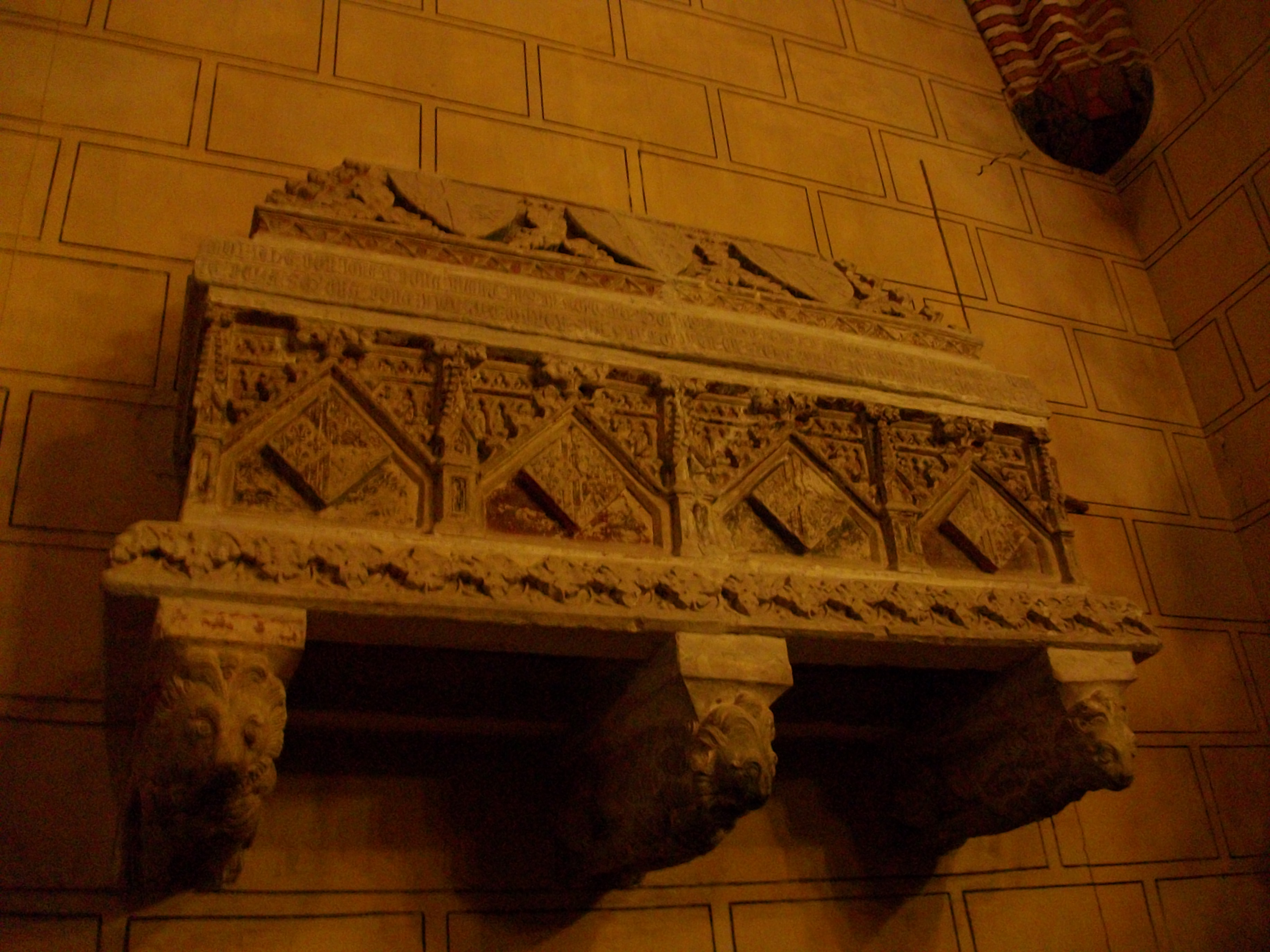
Middeleeuwse sarcofaag.